# کرول فریس
کرولاین «کرول» فریس یک شخصیت خیالی در کتاب‌های کامیک آمریکایی منتشر شده توسط دی‌سی کامیکس است. شخصیت کرول فریس توسط جان بروم و گیل کین خلق شده است که برای اولین بار در شمارهٔ ۲۲ از مجموعه کمیک شوکِیس (سپتامبر ۱۹۵۹) حضور پیدا کرد. او یکی از چند شخصیتی به شمار می‌رود که از نام مستعار استار سفایر استفاده نموده است و همچنین برای مدت‌های طولانی معشوقهٔ هال جردن، فانوس سبز عصر نقره محسوب می‌شد.
بلیک لایولی نقش این شخصیت را در فیلم فانوس سبز (۲۰۱۱) به کارگردانی مارتین کمپل ایفا کرده است.